# Svarttjärnen (Bollnäs socken, Hälsingland, 678696-151993)
Svarttjärnen är en sjö i Bollnäs kommun i Hälsingland och ingår i Ljusnans huvudavrinningsområde.